# Attilio Giovannini
Attilio Giovannini (San Michele Extra, 30 luglio 1924 – New York, 18 febbraio 2005) è stato un calciatore italiano, di ruolo difensore.

## Carriera

### Club

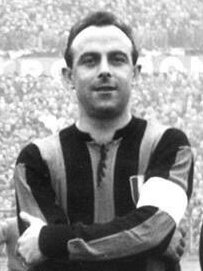
Giovannini alla Lazio

Roccioso centromediano, cresce calcisticamente nell'Audace di San Michele Extra. Dopo una breve esperienza a Bolzano, si mette in evidenza nelle file della Lucchese, nella quale esordisce in serie A il 14 settembre 1947 nella sconfitta casalinga contro il Genoa per 3-0.
Presto viene acquistato dall'Inter, con cui gioca sei stagioni, nelle quali dimostra grandi doti di anticipo e soprattutto una capacità non comune nel tagliare fuori l'avversario dal gioco, qualità queste che ne fanno uno dei migliori difensori dell'epoca. Con la maglia nerozzurra gioca 191 incontri ufficiali, vincendo due scudetti e costituendo con Maino Neri e Fulvio Nesti, un'eccezionale linea mediana che proietterà tutti e tre in Nazionale.
Al termine della stagione 1953-1954, quella del secondo scudetto dell'era Foni, viene ceduto alla Lazio, cedendo il proprio posto all'emergente Giorgio Bernardin. In maglia biancoceleste non sempre riesce ad esprimersi su buoni livelli, portandolo a contestazioni con il pubblico, una delle quali, al termine di SPAL-Lazio del 2 gennaio 1955 (2-2), gli costa una denuncia a piede libero per atti contrari alla pubblica decenza. Chiude la sua carriera al termine della stagione 1955-1556. Successivamente fu allenatore e giocatore della Nissena, in IV Serie, esperienza fu segnata da un incidente automobilistico avvenuto nell'estate 1957.

### Nazionale
Conta 13 presenze in Nazionale, nella quale esordisce il 12 giugno 1949 a Budapest (Ungheria-Italia 1-1). Viene convocato per i Mondiali del 1950, dove gioca la prima gara perduta con la Svezia.

## Statistiche

### Cronologia presenze e reti in nazionale
| Cronologia completa delle presenze e delle reti in nazionale ― Italia | Cronologia completa delle presenze e delle reti in nazionale ― Italia | Cronologia completa delle presenze e delle reti in nazionale ― Italia | Cronologia completa delle presenze e delle reti in nazionale ― Italia | Cronologia completa delle presenze e delle reti in nazionale ― Italia | Cronologia completa delle presenze e delle reti in nazionale ― Italia | Cronologia completa delle presenze e delle reti in nazionale ― Italia | Cronologia completa delle presenze e delle reti in nazionale ― Italia |
| Data                                                                  | Città                                                                 | In casa                                                               | Risultato                                                             | Ospiti                                                                | Competizione                                                          | Reti                                                                  | Note                                                                  |
| --------------------------------------------------------------------- | --------------------------------------------------------------------- | --------------------------------------------------------------------- | --------------------------------------------------------------------- | --------------------------------------------------------------------- | --------------------------------------------------------------------- | --------------------------------------------------------------------- | --------------------------------------------------------------------- |
| 12-6-1949                                                             | Budapest                                                              | Ungheria                                                              | 1 – 1                                                                 | Italia                                                                | Coppa Internazionale                                                  | -                                                                     |                                                                       |
| 30-11-1949                                                            | Londra                                                                | Inghilterra                                                           | 2 – 0                                                                 | Italia                                                                | Amichevole                                                            | -                                                                     |                                                                       |
| 5-3-1950                                                              | Bologna                                                               | Italia                                                                | 3 – 1                                                                 | Belgio                                                                | Amichevole                                                            | -                                                                     |                                                                       |
| 2-4-1950                                                              | Vienna                                                                | Austria                                                               | 1 – 0                                                                 | Italia                                                                | Coppa Internazionale                                                  | -                                                                     |                                                                       |
| 25-6-1950                                                             | San Paolo                                                             | Svezia                                                                | 3 – 2                                                                 | Italia                                                                | Mondiali 1950 - 1º turno                                              | -                                                                     |                                                                       |
| 8-4-1951                                                              | Lisbona                                                               | Portogallo                                                            | 1 – 4                                                                 | Italia                                                                | Amichevole                                                            | -                                                                     |                                                                       |
| 6-5-1951                                                              | Milano                                                                | Italia                                                                | 0 – 0                                                                 | Jugoslavia                                                            | Amichevole                                                            | -                                                                     |                                                                       |
| 3-6-1951                                                              | Genova                                                                | Italia                                                                | 4 – 1                                                                 | Francia                                                               | Amichevole                                                            | -                                                                     |                                                                       |
| 11-11-1951                                                            | Firenze                                                               | Italia                                                                | 1 – 1                                                                 | Svezia                                                                | Amichevole                                                            | -                                                                     |                                                                       |
| 18-5-1952                                                             | Firenze                                                               | Italia                                                                | 1 – 1                                                                 | Inghilterra                                                           | Amichevole                                                            | -                                                                     |                                                                       |
| 26-10-1952                                                            | Stoccolma                                                             | Svezia                                                                | 1 – 1                                                                 | Italia                                                                | Amichevole                                                            | -                                                                     |                                                                       |
| 28-12-1952                                                            | Palermo                                                               | Italia                                                                | 2 – 0                                                                 | Svizzera                                                              | Coppa Internazionale                                                  | -                                                                     |                                                                       |
| 17-5-1953                                                             | Roma                                                                  | Italia                                                                | 0 – 3                                                                 | Ungheria                                                              | Coppa Internazionale                                                  | -                                                                     |                                                                       |
| Totale                                                                |                                                                       | Presenze                                                              | 13                                                                    |                                                                       | Reti                                                                  | 0                                                                     |                                                                       |

## Palmarès

### Club
- Campionato italiano: 2

Inter: 1952-1953, 1953-1954